# 朗皮约
朗皮约（法語：Rampieux，法語發音：[ʁɑ̃pjø]）是法国多尔多涅省的一个市镇，属于贝尔热拉克区。

## 地理
朗皮约（44°42'52"N, 0°47'48"E）面积11.82 平方千米，位于法国新阿基坦大区多爾多涅省，该省份为法国西南部内陆省份，是法國本土面积第三大的省，大致对应佩里戈尔地区，北起顺时针与夏朗德省、上维埃纳省、科雷兹省、洛特省、洛特-加龙省、吉倫特省和滨海夏朗德省接壤。
与朗皮约接壤的市镇（或旧市镇、城区）包括：拉瓦拉德、图尔利亚克、圣卡西安、拉耶、洛尔姆、圣克鲁瓦、佩里戈尔地区博蒙图瓦、拉布克里、诺雅勒和克洛特、圣萨比娜-博恩。

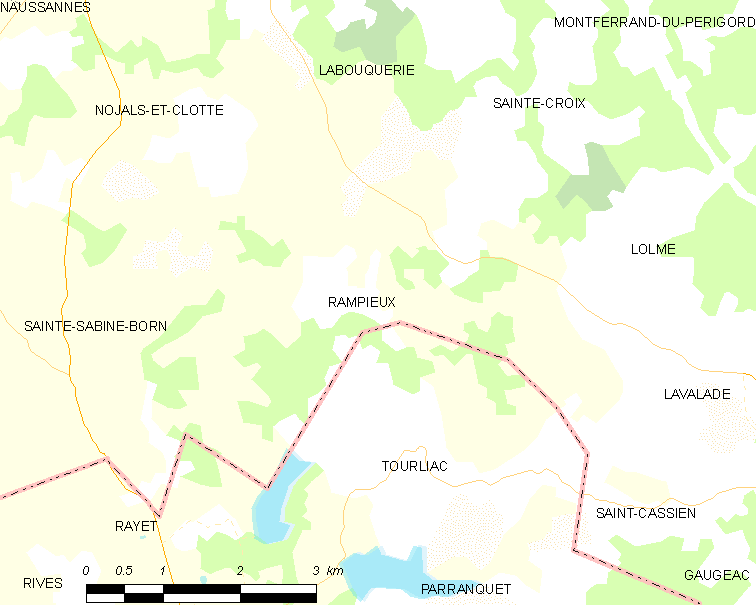
朗皮约的OSM定位图

朗皮约的时区为UTC+01:00、UTC+02:00（夏令时）。

## 行政
朗皮约的邮政编码为24440，INSEE市镇编码为24347。

## 政治
朗皮约所属的省级选区为拉兰德县。

## 人口

1962-2008年间朗皮约人口变化图示

朗皮约于2022年1月1日时的人口数量为139人。